# أسماء سليم
أسماء سليم هي فنانة ليبية ذات صوت قوي، درست وتربّت في ليبيا حتى بلوغها السابعة عشر من عمرها حيث سافرت إلى تونس، ولها ألبومات شهيرة مثل هذا شنو باللهجة الليبية، وتعتبر الفنانة من فناني ثورة 17 فبراير حيث غنّت أغنية ليبيا نادت.

## اكتشاف الموهبة
اُكتُشِفت أسماء سليم على يدي الملحن التونسي محمد صالح الحركاتي في تونس بعد أن آمن بموهبتها وقدّمها للجمهور التونسي وغنت في العديد من المهرجانات التونسية كـمهرجان قرطاج وصفاقس وبنزرت وغيرهم.

## التوقف عن الغناء والعودة
توقفت عن الغناء لفترة بعد أن رزقت الفنانة أسماء سليم بمولودتها « مريم » وذلك من أجل الاهتمام بها والاعتناء بها وقد كرّست أسماء سليم كافة الوقت لابنتها الوليدة.

### العودة للوطن
قررت أسماء العودة لوطنها الذي تركته في عمرها السابع عشر وعند عودتها إلى ليبيا وقررت أن تنتج أعمال غنائية خاصة بها وباللهجة الليبية، فتعرف عليها الجمهور الليبي بألبومها  هذا شنو  وقد تضمن الألبوم عدد من الأغاني الليبية الجديدة وأخرى قديمة تم إعادة صياغتها من التراث الليبي وأغاني أخرى مغاربية منها غريبة  والذي لاقى نجاح كبير من الجمهور الليبي وبعد ذلك النجاح قررت أسماء سليم أن تطلق ألبومها الثاني باسم حوّل حوّل  والذي تضمن إحدى عشر أغنية متنوعة ذات ريتمات مختلفة.

#### مشاركتها في برنامج الجلسة
ولم يمضِ الكثير من الوقت حتى ظهرت الفنانة أسماء سليم على الجمهور الليبي بمشاركتها في البرنامج الغنائي الجلسة والذي كان يعرض في شهر رمضان على قناتي الليبية الفضائية وقناة الجماهيرية وشاركت أسماء سليم في البرنامج لسنتين متواليتين وقد ساهمت في هدف البرنامج لنقل التراث الليبي من حيث جودة الأغاني مع كبار الشعراء والملحنين الليبين وقامت أسماء بأداء العديد من الأغاني منفردة ومع زملائها من الفنانين وكان لها حضور مميز على شاشة التلفزيون وأثبتت موهبتها من خلال أداء الأغاني الصعبة والطويلة.

#### ألبوم يلعب بالنار
بعد أن تعرف الجمهور الليبي على أسماء من خلال شاشة التلفاز، قامت أسماء بإصدار ثالث ألبوم لها تحت عنوان  يلعب بالنار  وهي أغنية ذات كلمات بسيطة، حلوة وقريبة للقلب وتضمن هذا الألبوم تسع أغاني مميزة.

## مشاركتها في ثورة 17 فبراير
وعند اندلاع فتيل ثورة السابع عشر من فبراير في ليبيا لم تتأخر أسماء سليم للانضمام إلى الثورة وفَّرت إلى تونس لتضمن سلامتها وأدت أغاني داعمة لثورة السابع عشر من فبراير مما جعلها فنانة من فنانين الثورة الليبية إلى جوار صلاح غالي وغيرهم، ومن أغاني أسماء سليم عن الثورة الليبية أغنية إحرق ودمر  واغنية ليبيا نادت ، وقد شاركت الفنانة في عدة مهرجانات احتفالية بانتصار ثورة السابع عشر من فبراير في مدن ليبية مثل بنغازي وطرابلس وشاركت في مهرجان احتفالي للجالية الليبية بالعاصمة القطرية الدوحة وأدّت أوبريت غنائي مشترك مع فنانين قطريين وليبيين.

## أغاني أسماء سليم
- هذا شنو
- حوّل حوّل
- يا القلم
- يعوض عليا الله
- خود عيوني غير تعال
- قالو الحبيب يجي
- غزالي وين نمشي بيه
- يلعب بالنار
- عالمرهون تسيل
- نهواك يالغالي
- كبدي
- إحرق ودمر
- غريبة ياكيف تنساني
- ليبيا نادت
- مصراتة الأبية
- أوبريت أني ليبية
- إرفع راسك فوق أنت ليبي حر
- أصلك ليبي .